# Сассо-Маркони
Сассо-Маркони (итал. Sasso Marconi) —  город в Италии, располагается в регионе Эмилия-Романья, подчиняется административному центру Болонья.
Население составляет 13 781 человек, плотность населения составляет 144 чел./км². Занимает площадь 96 км². Почтовый индекс — 40037. Телефонный код — 051.
Покровителями коммуны почитаются святые апостолы Пётр и Павел, празднование  29 июня.
Здесь находится Мавзолей известного ученого Гульельмо Маркони в вилле, где он провел свои первые эксперименты.

## Города-побратимы
- Хелстон, Великобритания
- Саснаж, Франция
- Сидерно, Италия

## Персоналии
- Герстер, Этелка (1855—1820) — венгерская оперная певица (сопрано).